# Park stanowy Dead Horse Point

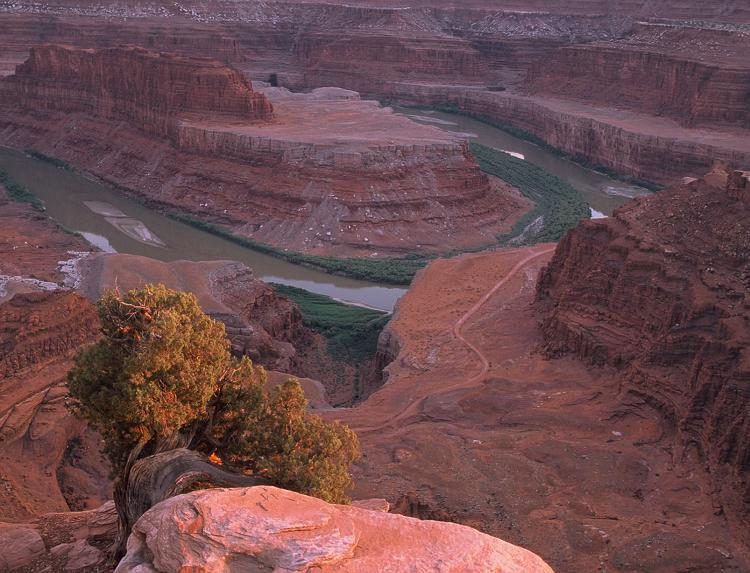
Widok na rzekę Kolorado z jednego z punktów widokowych w parku stanowym Dead Horse Point

Park stanowy Dead Horse Point (ang. Dead Horse Point State Park) – park stanowy w amerykańskim stanie Utah, w pobliżu parku narodowego Canyonlands i miejscowości Moab. Park położony jest na płaskowyżu o wysokości około 1800 m n.p.m. i zajmuje powierzchnię około 21,7 km². Główną atrakcją parku są liczne punkty widokowe na rzekę Kolorado płynącą w kanionie o głębokości około 600 metrów. Dzięki czystemu, pustynnemu powietrzu zasięg widoczności w parku często sięga 160 kilometrów.

## Klimat
Klimat na terenie parku jest pustynny. Powietrze jest suche, a opady atmosferyczne w ciągu roku wynoszą około 25 centymetrów. Latem temperatury w ciągu dnia zazwyczaj przekraczają 30 stopni Celsjusza, a nocą mogą spadać do 5 stopni Celsjusza. Popołudniowe burze, częste późnym latem, także mogą powodować nagłe spadki temperatury, a także stanowią zagrożenie ze względu na pioruny. Pogoda wiosną i jesienią jest zmienna i nieprzewidywalna. Często jest ciepło i słonecznie, mogą jednak zdarzać się również gradobicia, opady śniegu lub silne wiatry. Zimą w ciągu dnia temperatura zazwyczaj pozostaje powyżej zera, chociaż zdarzają się opady śniegu, a temperatura nocą może spadać poniżej minus 10 stopni Celsjusza. Najwyższą temperaturę, 42 stopnie Celsjusza w cieniu, zanotowano w lipcu 1989, a najniższą, -26 stopni Celsjusza, w lutym tego samego roku. Maksymalny wiatr zarejestrowany na terenie parku zanotowano w maju 1992 roku, gdy wiał on z prędkością 134 km/h.

## Geologia
Park usytuowany jest na wąskim płaskowyżu skalnym, charakteryzującym się wysokimi na kilkaset metrów i niemal pionowymi zboczami. Płaskowyż, na którym położony jest park ma kształt półwyspu i połączony jest z pobliskim stoliwem zwężeniem o szerokości zaledwie około 30 metrów, określanym po angielsku jako the neck (szyja).

## Pochodzenie nazwy parku
Angielska nazwa parku, „Dead Horse Point”, oznacza po polsku „miejsce martwych koni”. Istnieje wiele opowieści o pochodzeniu tej nazwy.
Według jednej z legend, na przełomie XIX i XX wieku płaskowyż stanowiący obecnie część parku był używany jako zagroda dla dzikich mustangów występujących powszechnie na obszarze stoliwa. Kowboje zaganiali dzikie konie poprzez zwężenie w płaskowyżu a następnie zagradzali je przy pomocy gałęzi i krzewów. Pionowe zbocza płaskowyżu stanowiły naturalną zagrodę. Następnie kowboje wybierali najlepsze spośród koni, po czym wypuszczali pozostałe. Według legendy, z niewyjaśnionych przyczyn pewnego razu konie zostały zagrodzone i, choć miały w zasięgu wzroku przypływającą 600 metrów poniżej rzekę Kolorado, zginęły z pragnienia na pustynnym płaskowyżu.

## Park w kulturze i sztuce
Ze względu na charakterystyczną scenerię parku, był on miejscem filmowania wielu znanych filmów, między innymi Thelma i Louise, Comancheros, Mission: Impossible, Mission: Impossible II oraz wiele innych.